# David Garrett

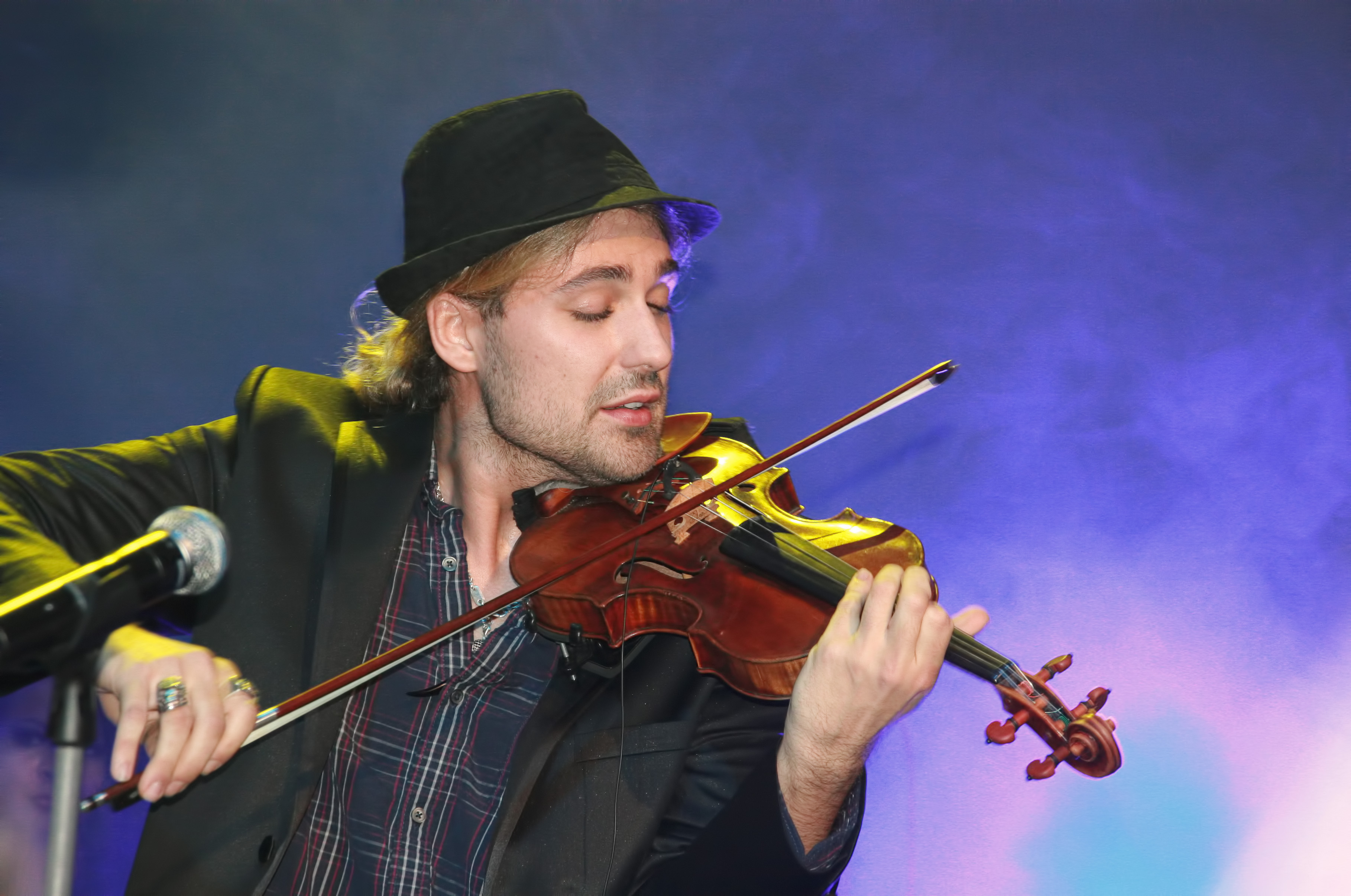
David Garrett, live (2010)

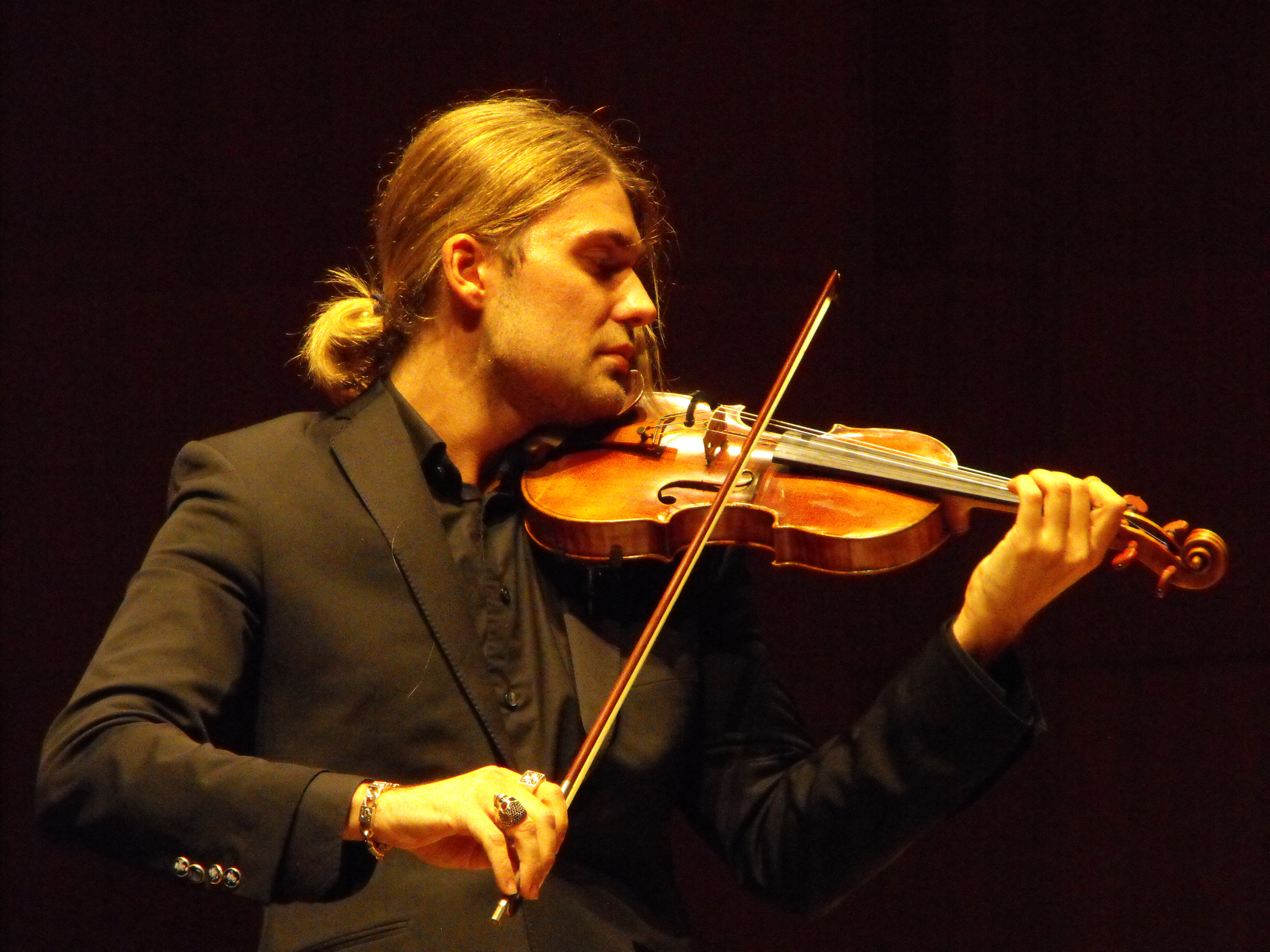
David Garrett (2009)

David Garrett (* 4. September 1980 als David Christian Bongartz in Aachen) ist ein deutscher Geiger.

## Leben

### Ausbildung und Karriere in der Klassischen Musik
Garrett wuchs als mittleres von drei Kindern des deutschen Juristen und Geigenauktionators Georg Paul Bongartz und der US-amerikanischen Primaballerina Dove-Marie Garrett auf. Seine Schwester ist die Sängerin Elena (Bongartz). Mit vier Jahren machte er seine ersten Versuche auf der Geige und erhielt seinen ersten Geigenunterricht von seinem Vater, der nebenberuflich als Geigenlehrer arbeitete. Im Alter von fünf Jahren gewann Garrett einen Preis im Wettbewerb Jugend musiziert. Als er acht Jahre alt war, entschieden die Eltern, ihn unter dem Nachnamen der Mutter auftreten zu lassen. Im Alter von neun Jahren debütierte er beim Festival Kissinger Sommer. Mit zwölf erhielt er einen ersten Plattenvertrag, und im Alter von 13 Jahren stand er bereits exklusiv bei der Deutschen Grammophon unter Vertrag und spielte zusammen mit Claudio Abbado Mozart-Violinkonzerte ein.
Garrett gibt an, in seiner Kindheit jeden Tag acht Stunden Geige geübt zu haben. Von 1990 bis 1991 wurde Garrett von Zakhar Bron unterrichtet. Ab 1992 war er Schüler von Ida Haendel. Ein weiterer Lehrer von Garrett war Saschko Gawriloff.
Nach dem Abitur am Aachener Einhard-Gymnasium schrieb sich Garrett seinen Eltern zuliebe am Royal College of Music im näheren London ein, obwohl er eigentlich nach New York wollte. Da er die Vorlesungen nie besuchte, musste er das College bald verlassen, und zog mit 19 Jahren zu seinem in New York studierenden Bruder. Garrett sagte in einem Interview: „Mir wurde immer alles oktroyiert: Was ich spielen sollte, wo ich auftreten sollte, was ich in Interviews sagen und nicht sagen sollte.“
In New York studierte er von 1999 bis 2004 an der Juilliard School Violine bei Itzhak Perlman, und zusätzlich auch Musikwissenschaft und Komposition. 2003 gewann er den Kompositionswettbewerb der Schule mit einer Fuge im Stil von Johann Sebastian Bach.
Zu Garretts Repertoire als klassischer Violinist zählen Violinkonzerte und Kammermusik unter anderem von Johann Sebastian Bach, Ludwig van Beethoven, Max Bruch, Fritz Kreisler, Felix Mendelssohn Bartholdy, Wolfgang Amadeus Mozart, Niccolo Paganini, Peter Tschaikowsky, Antonio Vivaldi, und vielen anderen. Er arbeitete mit Dirigenten wie Claudio Abbado, Zubin Mehta, Christoph Eschenbach, Riccardo Chailly und Andrés Orozco-Estrada und international berühmten Orchestern wie den Wiener Symphonikern, dem London Philharmonic Orchestra, der Filharmonica della Teatro alla Scala, der Rai – Radiotelevisione Italiana, der Accademia di Santa Cecilia, dem Russischen Nationalorchester und dem Israel Philharmonic Orchestra.

### Karriere mit Crossover-Musik
Nach seinem Studium versuchte Garrett, sich als Musiker neue Bereiche zu erschließen. Als sein nunmehr eigener Karrieremanager entwarf er ein Konzept für ein Crossover-Album, das er zusammen mit dem Londoner Plattenlabel Decca produzierte. Das Album wurde nie veröffentlicht, da die Plattenfirma nicht überzeugt war, dass es Erfolg haben könnte. Den Durchbruch in Deutschland schaffte Garrett 2006 mit dem Berliner Konzertveranstalter DEAG, der stark auf den Event-Charakter klassischer Konzerte setzt und Garretts Crossover-Projekt übernahm. Das neue Image eines Geigenrebellen wurde für ihn geschneidert, und 2014 wurde sein Crossover-Projekt mit einer Tournee durch Deutschland fortgesetzt.
Er spielt sowohl regelmäßig Konzerte im Crossoverbereich als auch regelmäßig Konzerte mit rein klassischem Programm.
2022 drehte Garrett zu seiner Interpretation des Stücks Danse Macabre des Komponisten Camille Saint-Saëns ein Musikvideo im Techno-Club KitKatClub in Berlin. Das von Garrett gespielte Stück befindet sich auf seinem Album Iconic.

### Weitere Aktivitäten
2009 entwarf er eine T-Shirt-Kollektion für das Modehaus s.Oliver und 2010 kam ein eigenes Parfum mit passendem Duschgel namens Rock Symphonies heraus.
Im Jahr 2013 spielte und musizierte Garrett die Hauptrolle als Niccolò Paganini in Bernard Roses Literaturverfilmung Der Teufelsgeiger. Garrett war hier gleichzeitig Executive Producer.

## Instrumente
Im Alter von 13 Jahren wurde ihm von der Aachener Talbot-Stiftung für mehrere Jahre eine Stradivari zur Verfügung gestellt, die San Lorenzo von 1718. Seit 2003 besitzt er eine Violine von Giovanni Battista Guadagnini aus dem Jahre 1772 (diese wurde im Jahre 2008 bei einem Sturz schwer beschädigt). Seit 2010 spielt er wieder eine Stradivari (zur Verfügung gestellt vom anonym bleibenden Eigentümer): die Ex A. Busch von 1716, die von 1913 bis 1933 im Besitz des Violinisten Adolf Busch war. 2022 spielte Garrett die Violine Prince Doria des italienischen Geigenbauers Guarneri del Gesù aus dem Jahr 1733/34 (Cozio 46922) im Wert von zwölf Millionen Euro als Leihgabe eines Museums der italienischen Stadt Cremona. Im September 2022 ersteigerte Garrett für 3,5 Millionen Euro eine Geige von Guarneri del Gesù aus dem Jahr 1736 bei einem Pariser Auktionshaus.

## Rezeption

### Erfolge
Garrett ist Preisträger zahlreicher Auszeichnungen; so erhielt er 2021 den Europäischen Kulturpreis Taurus des Europäischen Kulturforums Dresden, 2011 wurde ihm der Verdienstorden des Landes Nordrhein-Westfalen verliehen, und 2010 erhielt er die Goldene Kamera für Beste Musik International. Bereits acht Mal erhielt er den Echo-Musikpreis, fünf Mal den Echo Klassik und drei Mal den Echo Pop. So wurde ihm am 17. Oktober 2010 in Essen der Echo Klassik, der Musikpreis der Deutschen Phono-Akademie, für seinen Spitzenplatz im Plattenverkauf als Bestseller des Jahres verliehen. Nur wenige Monate später erhielt er bei der 20. Echo-Musikverleihung am 24. März 2011 zwei Echos, einen in der Kategorie Erfolgreichste Musik-DVD-Produktion (national) und den anderen in der Kategorie Künstler Rock/Pop (national). Am 26. Oktober 2014 wurde er mit einem weiteren Echo Klassik in der Kategorie Bestseller des Jahres für sein Album Garrett vs. Paganini ausgezeichnet.
Von Ende Mai 2008 bis April 2010 war er im Guinness-Buch der Rekorde als schnellster Geiger der Welt eingetragen. Bei einem Auftritt in der britischen Kinder-Fernsehshow Blue Peter spielte Garrett den Hummelflug von Rimski-Korsakow fehlerfrei in nur 66,56 Sekunden, das sind 13 Noten pro Sekunde. Seinen eigenen Rekord unterbot er am 20. Dezember 2008 bei der Guinness-World-Records-Show um 1,3 Sekunden mit einer Zeit von 65,26 Sekunden. Am 7. April 2010 wurde er von Ben Lee geschlagen: Lee benötigte 64,21 Sekunden für dasselbe Stück.
Von 2008 bis 2009 war Garrett Botschafter der UNESCO.
Sein 2014 erschienenes Album Timeless – Brahms & Bruch Violin Concertos erreichte hohe Chartplatzierungen.

### Presseresonanz
Von der Presse erhält Garrett sowohl begeisterte wie auch kritische Resonanz. Für seine Konzerte mit klassischen Werken für Violine erhält er zumeist begeisterte Kritiken. Über diese Konzerte mit zumeist virtuosen Werken – unter anderem von Beethoven, Tschaikowsky, Kreisler, Paganini, Vivaldi, Brahms – wurde geschrieben, sein Spiel sei eine „extremely good performance“, „technisch brillant“ und seine „beeindruckende Leichtigkeit“ wird gelobt, und „er bewies wieder einmal, dass er zu den besten Geigenvirtuosen seiner Generation gehört“ und sei ein „genialer Verführer und spielerisch großer Künstler“. „Seine Technik ist über alle Zweifel erhaben“, und er meistere „sowohl technisch als auch gestalterisch sämtliche Facetten als reifer Virtuose mit einer spürbaren Freude für Details“ und „entlocke dem Instrument immer wieder Erstaunliches“. Garrett biete „virtuoses Violinspiel auf höchstem Niveau“, „meisterlich“; „mit beachtlicher Hingabe und spürbarer Leichtigkeit“, „geigerisch blendend gut ausgeführt“ und er „beweist, dass sein beeindruckendes Geigenspiel keinerlei ablenkender Show bedarf“.
Negative Stimmen wie Harald Eggebrecht in der Süddeutschen Zeitung meinten dagegen, er wäre ein „besonders schrilles Beispiel für einen genialischen Geiger, der trotzdem scheitert ... ein Instrument perfekt zu beherrschen, heißt keineswegs auch, ein Musiker von Rang und Originalität zu sein.“ Tobias Rüther nannte ihn gar in der Frankfurter Allgemeinen Zeitung „Fernsehgeiger“ und „Jörg Pilawa der klassischen Musik“, Frederik Hansen von der Zeit ihn „David Hasselhoff der Klassik“, und Carolin Pirich, ebenfalls von der Zeit, erfand für seine Crossover-Musik das Wort „Softpornopopklassikjunkfood“.
Garrett weist Kritik an seinen Crossover-Projekten als „Musik-Snobismus“ zurück und betont seinen Anspruch, mit seinem Mix aus E- und U-Musik Bevölkerungsgruppen erreichen zu wollen, die der Klassik sonst fernblieben.
Positiv bespricht Michael Fernbach in der Allgemeinen Deutschen Zeitung für Rumänien die Crossover-Projekte, und meint, dass auch hier „ein herausragender Musiker, ein wunderbarer Geiger mit perfekter Intonation, herzerwärmendem Piano und einer sagenhaften Palette an Ausdrucksmöglichkeiten“ stehe, und das stilistisch breit gefächerte Programm ein „Plädoyer für Authentizität und die Experimentierfreude“ sei und „neue Perspektiven auf die Musik“ öffne, er endete mit: „Danke, David“.

## Diskografie
Studioalben

| Jahr | Titel Musiklabel                                                       | Höchstplatzierung, Gesamtwochen, AuszeichnungChartplatzierungen (Jahr, Titel, Musiklabel, Platzierungen, Wochen, Auszeichnungen, Anmerkungen) | Höchstplatzierung, Gesamtwochen, AuszeichnungChartplatzierungen (Jahr, Titel, Musiklabel, Platzierungen, Wochen, Auszeichnungen, Anmerkungen) | Höchstplatzierung, Gesamtwochen, AuszeichnungChartplatzierungen (Jahr, Titel, Musiklabel, Platzierungen, Wochen, Auszeichnungen, Anmerkungen) | Höchstplatzierung, Gesamtwochen, AuszeichnungChartplatzierungen (Jahr, Titel, Musiklabel, Platzierungen, Wochen, Auszeichnungen, Anmerkungen) | Höchstplatzierung, Gesamtwochen, AuszeichnungChartplatzierungen (Jahr, Titel, Musiklabel, Platzierungen, Wochen, Auszeichnungen, Anmerkungen) | Anmerkungen                                                                                                |
| Jahr | Titel Musiklabel                                                       | DE | AT | CH | UK | US | Anmerkungen                                                                                                |
| ---- | ---------------------------------------------------------------------- | --- | --- | --- | --- | --- | --- |
| 1995 | Beethoven “Frühlings-Sonate • Spring” Deutsche Grammophon (UMG)        | — | — | — | — | — | Erstveröffentlichung: 1. Februar 1995                                                                      |
| 1995 | Mozart: Violinkonzerte Deutsche Grammophon (UMG)                       | — | — | — | — | — | Erstveröffentlichung: 23. Oktober 1995 mit Claudio Abbado                                                  |
| 1997 | Paganini Caprices Deutsche Grammophon (UMG)                            | — | — | — | — | — | Erstveröffentlichung: 29. Juni 1997                                                                        |
| 2001 | Tchaikovsky, Conus: Violin Concertos Deutsche Grammophon (UMG)         | — | — | — | — | — | Erstveröffentlichung: 22. Oktober 2001                                                                     |
| 2007 | Free auch bekannt als: Virtuoso Decca Records (UMG) • DEAG Music (WMG) | DE32 ×3Dreifachgold · (44 Wo.)DE | AT51 (2 Wo.)AT | CH96 (1 Wo.)CH | UK17 (3 Wo.)UK | — | Erstveröffentlichung: 2. März 2007 Verkäufe: + 300.000                                                     |
| 2008 | Encore auch bekannt als: David Garrett Decca Records (UMG)             | DE7 ×5Fünffachgold · (114 Wo.)DE | AT9 Platin · (58 Wo.)AT | CH31 (31 Wo.)CH | — | US116 (6 Wo.)US | Erstveröffentlichung: 24. Oktober 2008 Verkäufe: + 520.000                                                 |
| 2009 | Classic Romance Decca Records (UMG)                                    | DE4 Platin · (49 Wo.)DE | AT12 (17 Wo.)AT | CH21 (18 Wo.)CH | — | — | Erstveröffentlichung: 6. November 2009 Verkäufe: + 200.000                                                 |
| 2010 | Rock Symphonies Decca Records (UMG)                                    | DE1 ×5Fünffachgold · (72 Wo.)DE | AT3 ×2Doppelplatin · (46 Wo.)AT | CH4 (30 Wo.)CH | UK21 (4 Wo.)UK | US41 (7 Wo.)US | Erstveröffentlichung: 20. Juli 2010 Verkäufe: + 600.000                                                    |
| 2011 | Legacy Decca Records (UMG)                                             | DE6 Platin · (19 Wo.)DE | AT8 Gold · (10 Wo.)AT | CH18 (12 Wo.)CH | UK87 (1 Wo.)UK | — | Erstveröffentlichung: 4. November 2011 Verkäufe: + 210.000                                                 |
| 2012 | Music Decca Records (UMG)                                              | DE2 ×2Doppelplatin · (50 Wo.)DE | AT3 Platin · (54 Wo.)AT | CH7 (25 Wo.)CH | — | — | Erstveröffentlichung: 12. Oktober 2012 Verkäufe: + 420.000                                                 |
| 2013 | Garrett vs. Paganini auch bekannt als: Caprice Decca Records (UMG)     | DE8 Gold · (14 Wo.)DE | AT5 Platin · (11 Wo.)AT | CH19 (11 Wo.)CH | UK60 (1 Wo.)UK | — | Erstveröffentlichung: 25. Oktober 2013 Verkäufe: + 115.000                                                 |
| 2014 | Timeless – Brahms & Bruch Violin Concertos Decca Records (UMG)         | DE11 Gold · (13 Wo.)DE | AT9 (9 Wo.)AT | CH25 (9 Wo.)CH | — | — | Erstveröffentlichung: 24. Oktober 2014 Verkäufe: + 100.000 mit Zubin Mehta & Israel Philharmonic Orchestra |
| 2015 | Explosive Decca Records (UMG)                                          | DE4 Gold · (20 Wo.)DE | AT4 Gold · (19 Wo.)AT | CH7 (18 Wo.)CH | — | — | Erstveröffentlichung: 4. September 2015 Verkäufe: + 107.500; mit Royal Philharmonic Orchestra              |
| 2017 | Rock Revolution Decca Records (UMG)                                    | DE5 Gold · (20 Wo.)DE | AT5 Gold · (23 Wo.)AT | CH12 (15 Wo.)CH | — | — | Erstveröffentlichung: 15. September 2017 Verkäufe: + 107.500                                               |
| 2020 | Alive – My Soundtrack Polydor (UMG)                                    | DE4 (21 Wo.)DE | AT12 (2 Wo.)AT | CH7 (7 Wo.)CH | — | — | Erstveröffentlichung: 9. Oktober 2020                                                                      |
| 2022 | Iconic Deutsche Grammophon (UMG)                                       | DE4 Gold (Classical) · (13 Wo.)DE | AT9 (7 Wo.)AT | CH25 (4 Wo.)CH | — | — | Erstveröffentlichung: 4. November 2022 Verkäufe: + 30.000                                                  |
| 2024 | Millennium Symphony Polydor (UMG)                                      | DE2 (13 Wo.)DE | AT3 (5 Wo.)AT | CH16 (2 Wo.)CH | — | — | Erstveröffentlichung: 18. Oktober 2024                                                                     |

## Auszeichnungen
- Bambi
  - 2013: Kategorie Klassik

- ECHO
  - ECHO Klassik
    - 2008: für Klassik ohne Grenzen
    - 2010: als Bestseller des Jahres für sein Album Classic Romance[45]
    - 2012 als Bestseller des Jahres für sein Album Legacy[46]
    - 2014 als Bestseller des Jahres für sein Album Garrett vs. Paganini
    - 2015 als Bestseller des Jahres für sein Album Timeless

  - ECHO Pop
    - 2011: für Erfolgreichste Musik-DVD-Produktion (national)
    - 2011: für Künstler Rock/Pop (national)
    - 2013: für Künstler Rock/Pop (national)

- Goldene Kamera
  - 2010: für Beste Musik International

- Goldene Feder
  - 2009

- Verdienstorden des Landes Nordrhein-Westfalen
  - 2011[47]

- Frankfurter Musikpreis
  - 2017

- BZ Kulturpreis
  - 2020

- Europäischer Kulturpreis Taurus
  - 2021

- Opus Klassik
  - 2023 als Bestseller des Jahres für sein Album ICONIC